# Voie (véhicule)
Pour les articles homonymes, voir Voie (homonymie).

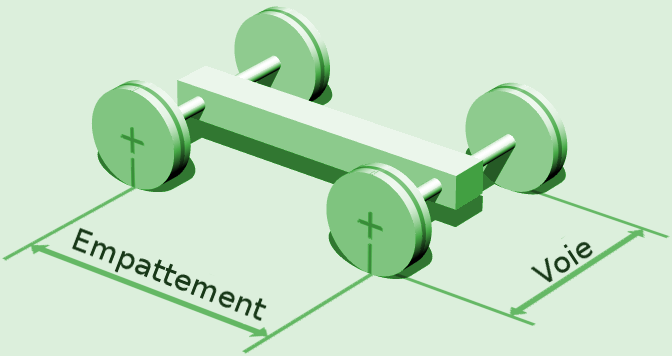
Voie d'un véhicule.

La voie est la distance entre les deux roues d'un même essieu. Il ne faut pas confondre la voie et la largeur du véhicule qui est une dimension de carrosserie.
Plus précisément, la voie mesure la distance entre les centres des zones de contact des roues d'un même essieu, mesurée véhicule vide. Il est fréquent qu'un véhicule ait une voie avant et une voie arrière de largeur différente. Selon le type de suspension, la voie varie avec la charge.
C'est une dimension fondamentale d'un véhicule, l'autre étant l'empattement.